# 丹尼·奧爾默、保羅·域克多註冊事件
丹尼·奧爾莫、保羅·維克多註冊事件是在2024-25球季冬季轉會窗前後，圍繞西班牙足球甲級聯賽下稱（西甲）巴塞隆納足球俱樂部球員，丹尼·奧爾莫和保羅·維克多二人註冊問題的事件。
因為西甲對巴塞隆納實施4：1的財政限制，即每賺到4歐元只能使用其中的1歐元投放在轉會窗及球員薪資上。使得巴塞隆納的薪資空間無法容納二人的薪資，使二人面臨無法註冊並成為自由身球員的情況。為了避免這一情況，巴塞隆納在財政及法律上採取一系列操作，以為二人註冊，使他們在下半季仍能效力球隊。

## 背景
巴塞隆納在2024-25球季的夏季轉會窗，以5500萬歐元及700萬歐元附加條款將自拉馬西亞青訓系統出身的丹尼·奧爾莫，從RB萊比錫帶回巴塞隆納，並簽約至2030年。但因為巴塞隆納受限於4：1的財政限制(Financial Fair Play)，遲遲未能為他正式註冊球員身份。同樣的事也發生在保羅·維克多身上，直到巴塞隆納後衛安德雷斯·克里斯滕森受到重傷，巴塞隆納才以他的薪資空間為二人臨時註冊，期限到2024年12月31日為止。

## 註冊經過(至2025年1月1日)
12月27日，義大利體育記者法布里齊奧·羅馬諾報導，巴塞隆納商業法庭駁回了巴塞隆納對丹尼·奧爾莫臨時註冊的上訴申請。巴塞隆納決定上訴。
12月31日，巴塞隆納的上訴再一次被駁回。同日巴塞隆納再一次提出法律訴訟，同時亦著手出售新主場Spotify諾坎普球場(Spotify Camp Nou)的VIP包厢以獲得資金完成二人的註冊。
1月1日，巴塞隆納官方指他們已就二人的註冊向西班牙皇家足球協會提交申請。惟同日二人的申請不被受理，二人的資料亦隨即被西甲官方從網站中移除。奧爾莫有權中止合同並恢復自由身。

## 註冊經過(1月2日至今)
即使奧爾莫有權中止合約，但仍選擇等待事情的反轉，本人希望可以留在巴塞隆納。而其主教練漢西·弗力克和奧爾莫的經紀人也對事情的反轉保有信心，認為二人能夠被註冊。
1月3日，雖然球員的註冊被拒，巴塞隆納仍憑藉出售VIP包厢的資金成功向西甲官方申請重回正常的財務政策。不再受4：1的財政限制束縛在轉會市場的操作。
1月8日，法院裁定巴塞隆納上訴得直，二人得以被臨時註冊並為巴塞隆納上陣。西甲和西班牙足協最遲仍然能夠在4月7日前上訴覆核，法庭給予10日的時間讓他們考慮進一步的行動。
1月10日，西甲決定上訴。而部份西甲球隊如畢爾鄂包競技、拉斯爾帕瑪斯等也不滿法庭的判決。

## 各方反應
西甲部份球會認為巴塞隆納不應被特別照顧而反對二人在法庭的判決下得以被註冊，當中包括馬德里競技、畢爾鄂包競技等。
皇家馬德里則保持中立，不表態反對二人的註冊。
巴塞隆納的球員和教練大多相信球會高層能解決問題，並對二人表示全力支持。不過隊長拉芬夏指出此事可能影響日後球隊在轉會市場的工作，對日後簽下球員可能有影響。
而奧爾莫的處境吸引了不少其他的歐洲球隊關注。打算在冬季轉會窗簽下這位一度被拒絕註冊的西班牙中場補強戰力。當中包括義大利甲組足球聯賽的AC米蘭和英格蘭超級足球聯賽的阿森納、曼聯及曼城在內的頂級球隊。但他本人只想效力巴塞隆納，無意離開並轉投他隊。